# Самюель Умтіті
Самюе́ль Ів Умтіті́ (фр. Samuel Yves Umtiti, нар. 14 листопада 1993, Яунде) — французький футболіст камерунського походження, захисник «Лілля».
Чемпіон світу 2018 року та фіналіст Євро-2016 у складі національної збірної Франції.

## Клубна кар'єра
У дорослому футболі дебютував 2012 року виступами за команду клубу «Ліон», за який він виступав до 2016 року. 
У 2016 році приєднався до «Барселони». Спочатку мав регулярну ігрову практику у складі команди, згодом ігровий час гравця скорочувався, а по ходу сезону 2021/22 вже практично не грав.
25 серпня 2022 на умовах однорічної оренди був перейшов до італійського «Лечче». По завершенні оренди отримав статус вільного агента і 22 липня 2023 року уклав контракт з «Ліллєм».

## Виступи за збірні
2009 року дебютував у складі юнацької збірної Франції, взяв участь у 27 іграх на юнацькому рівні (в командах різних вікових категорій), відзначившись 2 забитими голами.
Протягом 2012–2014 років залучався до складу молодіжної збірної Франції. На молодіжному рівні зіграв у 20 офіційних матчах.
Не маючи в активі жодної гри за національну збірну Франції, був включений до її заявки на домашньому для французів чемпіонаті Європи 2016 року як заміна майбутньому партнеру по «Барселоні» травмованому Жеремі Матьє. Розпочинав континентальну першість на лаві запасних, але був включений до стартового складу збірної Франції на чвертьфінальну гру замість Аділя Рамі, який вимушено пропускав цей матч через дискваліфікацію. Таким чином став першим гравцем у складі французької збірної, що дебютував за неї безпосередньо під час фінальної частини великого турніру, з часів Габріеля Де Мішеля, чий дебют відбувся на чемпіонаті світу 1966 року. Продемонструвавши впевнену гру у чвертьфінальній грі, був гравцем стартового складу французів й у матчах півфіналу та фіналу, останній з яких вони програли, задовільнившись «сріблом» чемпіонату.
Відтоді став регулярно викликатися до збірної Франції та отримувати місце у її складі. За чотири роки провів 31 гру у її складі, після чого припинив отримувати виклики.

## Статистика виступів

### Статистика клубних виступів
Станом на 23 липня 2023
| Сезон                 | Команда               | Чемпіонат             | Чемпіонат | Чемпіонат | Національний кубок | Національний кубок | Національний кубок | Континентальні кубки | Континентальні кубки | Континентальні кубки | Інші змагання | Інші змагання | Інші змагання | Усього | Усього |
| Сезон                 | Команда               | Ліга                  | Ігор      | Голів     | Ліга               | Ігор               | Голів              | Ліга                 | Ігор                 | Голів                | Ліга          | Ігор          | Голів         | Ігор   | Голів  |
| --------------------- | --------------------- | --------------------- | --------- | --------- | ------------------ | ------------------ | ------------------ | -------------------- | -------------------- | -------------------- | ------------- | ------------- | ------------- | ------ | ------ |
| 2011–12               | «Ліон»                | Л1                    | 12        | 0         | КФ+КЛ              | 3+3                | 0                  | -                    | -                    | -                    | -             | -             | -             | 18     | 0      |
| 2012–13               | «Ліон»                | Л1                    | 26        | 1         | КФ+КЛ              | 0                  | 0                  | ЛЄ                   | 6                    | 1                    | -             | -             | -             | 32     | 2      |
| 2013–14               | «Ліон»                | Л1                    | 28        | 0         | КФ+КЛ              | 1+3                | 0                  | ЛЧ+ЛЄ                | 3+7                  | 0                    | -             | -             | -             | 42     | 0      |
| 2014–15               | «Ліон»                | Л1                    | 35        | 1         | КФ+КЛ              | 2+1                | 0                  | ЛЄ                   | 2                    | 1                    | -             | -             | -             | 40     | 2      |
| 2015–16               | «Ліон»                | Л1                    | 30        | 1         | КФ+КЛ              | 2+1                | 0                  | ЛЧ                   | 4                    | 0                    | СФ            | 1             | 0             | 38     | 1      |
| Усього за «Ліон»      | Усього за «Ліон»      | Усього за «Ліон»      | 131       | 3         |                    | 16                 | 0                  |                      | 22                   | 2                    |               | 1             | 0             | 170    | 5      |
| 2016–17               | «Барселона»           | ПД                    | 25        | 1         | КІ                 | 9                  | 0                  | ЛЧ                   | 8                    | 0                    | СІ            | 1             | 0             | 43     | 1      |
| 2017–18               | «Барселона»           | ПД                    | 25        | 1         | КІ                 | 4                  | 0                  | ЛЧ                   | 9                    | 0                    | СІ            | 2             | 0             | 40     | 1      |
| 2018–19               | «Барселона»           | ПД                    | 14        | 0         | КІ                 | 0                  | 0                  | ЛЧ                   | 1                    | 0                    | СІ            | 0             | 0             | 15     | 0      |
| 2019–20               | «Барселона»           | ПД                    | 13        | 0         | КІ                 | 1                  | 0                  | ЛЧ                   | 3                    | 0                    | СІ            | 1             | 0             | 18     | 0      |
| 2020–21               | «Барселона»           | ПД                    | 13        | 0         | КІ                 | 2                  | 0                  | ЛЧ                   | 1                    | 0                    | СІ            | 0             | 0             | 17     | 0      |
| 2021–22               | «Барселона»           | ПД                    | 1         | 0         | КІ                 | 0                  | 0                  | ЛЧ+ЛЄ                | 0                    | 0                    | СІ            | 1             | 0             | 2      | 0      |
| Усього за «Барселону» | Усього за «Барселону» | Усього за «Барселону» | 92        | 2         |                    | 16                 | 0                  |                      | 22                   | 0                    |               | 4             | 0             | 134    | 2      |
| 2022–23               | «Лечче»               | A                     | 25        | 0         | КІ                 | 0                  | 0                  | -                    | -                    | -                    | -             | -             | -             | 25     | 0      |
| Усього за кар'єру     | Усього за кар'єру     | Усього за кар'єру     | 247       | 5         |                    | 32                 | 0                  |                      | 44                   | 2                    |               | 5             | 0             | 328    | 7      |

### Статистика виступів за збірну
| Дата       | Місто           | Господарі  | Результат  | Гості      | Турнір                                    | Голи | Примітки |
| ---------- | --------------- | ---------- | ---------- | ---------- | ----------------------------------------- | ---- | -------- |
| 3-7-2016   | Сен-Дені        | Франція    | 5 – 2      | Ісландія   | ЧЄ 2016 - чвертьфінал                     | -    | 75'      |
| 7-7-2016   | Марсель         | Німеччина  | 0 – 2      | Франція    | ЧЄ 2016 - півфінал                        | -    |          |
| 10-7-2016  | Сен-Дені        | Португалія | 1 – 0 д.ч. | Франція    | ЧЄ 2016 - Фінал                           | -    | 80'      |
| 1-9-2016   | Барі            | Італія     | 1 – 3      | Франція    | товариський матч                          | -    | 83'      |
| 25-3-2017  | Люксембург      | Люксембург | 1 – 3      | Франція    | Відбір до ЧС 2018                         | -    |          |
| 28-3-2017  | Сен-Дені        | Франція    | 0 – 2      | Іспанія    | товариський матч                          | -    |          |
| 2-6-2017   | Ренн            | Франція    | 5 – 0      | Парагвай   | товариський матч                          | -    |          |
| 13-6-2017  | Сен-Дені        | Франція    | 3 – 2      | Англія     | товариський матч                          | 1    |          |
| 31-8-2017  | Сен-Дені        | Франція    | 4 – 0      | Нідерланди | Відбір до ЧС 2018                         | -    |          |
| 3-9-2017   | Тулуза          | Франція    | 0 – 0      | Люксембург | Відбір до ЧС 2018                         | -    |          |
| 7-10-2017  | Софія (місто)   | Болгарія   | 0 – 1      | Франція    | Відбір до ЧС 2018                         | -    |          |
| 10-10-2017 | Сен-Дені        | Франція    | 2 – 1      | Білорусь   | Відбір до ЧС 2018                         | -    |          |
| 10-11-2017 | Сен-Дені        | Франція    | 2 – 0      | Уельс      | товариський матч                          | -    |          |
| 14-11-2017 | Кельн           | Німеччина  | 2 – 2      | Франція    | товариський матч                          | -    |          |
| 23-3-2018  | Сен-Дені        | Франція    | 2 – 3      | Колумбія   | товариський матч                          | -    |          |
| 27-3-2018  | Санкт-Петербург | Росія      | 1 – 3      | Франція    | товариський матч                          | -    | 81'      |
| 28-5-2018  | Сен-Дені        | Франція    | 2 – 0      | Ірландія   | товариський матч                          | -    | 64'      |
| 1-6-2018   | Ніцца           | Франція    | 3 – 1      | Італія     | товариський матч                          | 1    |          |
| 9-6-2018   | Ліон            | Франція    | 1 – 1      | США        | товариський матч                          | -    |          |
| 16-6-2018  | Казань          | Франція    | 2 – 1      | Австралія  | ЧС 2018 - груповий етап                   | -    |          |
| 21-6-2018  | Єкатеринбург    | Франція    | 1 – 0      | Перу       | ЧС 2018 - груповий етап                   | -    |          |
| 30-6-2018  | Казань          | Франція    | 4 – 3      | Аргентина  | ЧС 2018 - 1/8 фіналу                      | -    |          |
| 6-7-2018   | Нижній Новгород | Уругвай    | 0 – 2      | Франція    | ЧС 2018 - Чвертьфінал                     | -    |          |
| 10-7-2018  | Санкт-Петербург | Франція    | 1 – 0      | Бельгія    | ЧС 2018 - Півфінал                        | 1    |          |
| 15-7-2018  | Москва          | Франція    | 4 – 2      | Хорватія   | ЧС 2018 - Фінал                           | -    |          |
| 6-9-2018   | Мюнхен          | Німеччина  | 0 – 0      | Франція    | Ліга націй УЄФА 2018—2019 - груповий етап | -    |          |
| 9-9-2018   | Париж           | Франція    | 2 – 1      | Нідерланди | Ліга націй УЄФА 2018—2019 - груповий етап | -    |          |
| 22-3-2019  | Кишинів         | Молдова    | 1 – 4      | Франція    | Відбір до ЧЄ 2020                         | -    |          |
| 25-3-2019  | Сен-Дені        | Франція    | 4 – 0      | Ісландія   | Відбір до ЧЄ 2020                         | 1    |          |
| 4-6-2019   | Нант            | Франція    | 2 – 0      | Болівія    | товариський матч                          | -    | 89'      |
| 8-6-2019   | Конья           | Туреччина  | 2 – 0      | Франція    | Відбір до ЧЄ 2020                         | -    | 45+2'    |
| Усього     |                 | Матчів     | 31         |            | Голів                                     | 4    |          |

| Дата       | Місто     | Господарі | Результат | Гості      | Турнір                             | Голи | Примітки |
| ---------- | --------- | --------- | --------- | ---------- | ---------------------------------- | ---- | -------- |
| 13-8-2013  | Фрайбург  | Німеччина | 0 – 0     | Франція    | Товариський матч                   | -    |          |
| 5-9-2013   | Кан       | Франція   | 5 – 0     | Казахстан  | Кваліфікація молодіжного Євро-2015 | -    |          |
| 9-9-2013   | Борисов   | Білорусь  | 1 – 2     | Франція    | Кваліфікація молодіжного Євро-2015 | -    |          |
| 14-11-2013 | Тулуза    | Франція   | 6 – 0     | Вірменія   | Кваліфікація молодіжного Євро-2015 | -    | 35'      |
| 18-11-2013 | Париж     | Франція   | 1 – 1     | Нідерланди | Товариський матч                   | -    |          |
| 10-10-2014 | Ле-Ман    | Франція   | 2 – 0     | Швеція     | Кваліфікація молодіжного Євро-2015 | 1    | 55'      |
| 14-10-2014 | Гальмстад | Швеція    | 4 – 1     | Франція    | Кваліфікація молодіжного Євро-2015 | -    |          |
| Усього     |           | Матчів    | 7         |            | Голів                              | 1    |          |

## Титули і досягнення

### Збірна
- Чемпіон світу (1): 2018
- Чемпіон світу (U-20): 2013
- Віце-чемпіон Європи: 2016

### Клубні
- Володар Кубка Франції (1):

«Ліон»: 2011-12
- Володар Суперкубка Франції (1):

«Ліон»: 2012
- Володар Суперкубка Іспанії (2):

«Барселона»: 2016, 2018
- Володар Кубка Іспанії (3):

«Барселона»: 2016-17, 2017-18, 2020-21
- Чемпіон Іспанії (2):

«Барселона»: 2017-18, 2018-19